# Katiba (roman)
Katiba est un roman d'espionnage de Jean-Christophe Rufin paru en 2010 aux Éditions Flammarion.

## Résumé
Au cours d'une tentative d'enlèvement qui tourne mal, quatre touristes italiens sont assassinés au bord d'une route traversant le désert mauritanien. Cette action terroriste, mal préparée, provoque des tensions au sein d'une katiba. Le lecteur découvre alors peu à peu un imbroglio aux ramifications internationales complexes, où interviennent l'agence de renseignement privée Providence, la CIA et les services secrets algériens, ainsi que les services diplomatiques français et émiratis. Jeune veuve d'un consul de France en Mauritanie, Jasmine travaille au service du Protocole à Paris. Son passé trouble va la placer au cœur de l'intrigue.

## Éditions
- Édition originale[3]: premier tirage à 60 000 exemplaires[4]; d'avril à octobre 2010, près de 140 000 exemplaires ont été vendus[5].
- Collection Folio[6]
- Les Enquêtes de Providence[7]

## Commentaires de l'auteur
Jean-Christophe Rufin a voulu « explorer l’univers de l’extrémisme islamique au Sahara », en cherchant à comprendre la logique qui peut conduire à l'islamisme. L'épigraphe du roman renvoie au dilemme auquel l'héroïne est confrontée en raison de sa double culture: « un chien a beau avoir quatre pattes, il ne peut pas suivre deux chemins à la fois ». C'est un « proverbe sénégalais » que l'auteur a entendu lors de l'inauguration d'un hôpital. Dans la postface de l'ouvrage, Rufin prévient qu'il s'agit d'une pure fiction, sans rapport avec son expérience d'ambassadeur de France au Sénégal et en Gambie, fonction qu'il a exercée de 2007 à 2010. Il précise cependant qu'à la suite de l'attentat perpétré contre une famille de touristes français à Aleg en 2007, il a dû accueillir à Dakar l'unique survivant. Le témoignage de ce rescapé l'a profondément touché et lui a inspiré le premier chapitre de son roman. Il a également reconnu lors d'un entretien que le livre était rempli d’éléments tirés de sa « pratique quotidienne »,, qui l'a notamment amené à entretenir des relations avec les services secrets,. En 2008, il a participé avec la  DGSE, à la traque des « fuyards d'Al-Qaeda après l'assassinat de touristes français en Mauritanie »,. Il lui était plus facile de raconter une histoire relative à un pays où il n'exerçait pas de fonction officielle, et c'est ainsi qu'il a choisi de construire son intrigue à partir d'événements se déroulant en Mauritanie. Au cours d'une interview pour Le Nouvel Observateur, il a donné quelques détails supplémentaires sur la genèse  de Katiba. Il ne parvenait pas à écrire le roman d'espionnage qu'il avait promis à  Teresa Cremisi pour les Éditions Flammarion, jusqu'à ce qu'il en trouve la trame lors d'une réunion de concertation avec des émissaires mauritaniens, pendant l'été 2009: « C'est pendant ces nuits de palabres interminables, l'esprit aiguisé par le thé qui coulait à flots dans l'hôtel des Almadies transformé en caravansérail, que j'ai imaginé la structure du livre, écrit ensuite en deux mois, pendant la saison des pluies  »,. Le livre est paru lors d'une période au cours d'une période de grande incertitude pour son auteur. Il devait quitter son poste d'ambassadeur en juin 2010, et il estimait que la poursuite de sa carrière administrative dépendrait « beaucoup des réactions suscitées par son roman ».  Plus tard, interrogé sur le fait qu'il ait pu révéler des informations classées, il a répondu: « si le reproche existe, on ne me l’a pas formulé en face ». Il semble que ce soit surtout « des mois de tensions avec Abdoulaye Wade » qui ait provoqué l'abandon de sa carrière d'ambassadeur. Le président sénégalais aurait fait pression sur la cellule diplomatique de l’Élysée, qui aurait eu « le dernier mot ». La publication de Katiba a été peu évoquée dans les déclarations publiques qui ont opposé l'auteur aux autorités gouvernementales après que Rufin ait retrouvé sa liberté de parole. Bernard Kouchner a simplement déclaré à ce propos : « au moins ça lui aura profité, il n'avait pas l'air mécontent de s'alimenter à la bonne source ».

## Analyse critique
Marie Cazaban de Radio France juge ce livre « sans clichés, entre récit et document ». Ce n'est pas l'avis de Tristan Savin, qui regrette au contraire la présence de quelques clichés, tout en admirant la virtuosité du romancier qu'il compare à celle d'« un réalisateur hollywoodien ». L'Obs est très élogieux: « sec, haletant, le thriller vaut pour la mine d'informations géostratégiques qu'il recèle et pour l'énigmatique personnage de Yasmine Lacretelle ». François Busnel considère qu'il s'agit d'un des meilleurs romans de l'auteur, qui livre dans ce « thriller captivant […] quelques clefs qui permettront de comprendre les ressorts du terrorisme international », et il constate que le biais de la fiction a permis à Rufin d'écrire librement, malgré le devoir de réserve auquel il était tenu en tant qu'ambassadeur. Selon Jean Flouriot, ce roman révèle l'ampleur de l'implantation d'Al-Qaïda au Maghreb islamique, « une réalité sur laquelle le public n'est guère informé » (en 2010). Françoise Dargent apprécie le « fort parfum d'authenticité » de l'histoire. Natalie Levisalles est sensible à « la qualité des descriptions, descriptions attentives des gens, de leurs gestes et mimiques, des lieux et des ambiances ». Tout en appréciant le caractère « haletant » du récit, Armelle Choplin s'est sentie gênée par le fait qu'un ambassadeur se serve de sa connaissance de dossiers secrets « pour en faire un best-seller ». Elle croit reconnaître Mokhtar Belmokhtar dans le personnage de Kader Bel Kader, trafiquant associé aux terroristes, et Abou Moussa, l'émir de la katiba du roman, ne serait autre qu'Abou Zeïd. Elle constate également qu'Abdelmalek Droukdel intervient dans l'intrigue sans que son nom soit modifié. Autre critique adressée au romancier, elle pense que le livre a été écrit trop vite, dans un style trop « dépouillé ». Robert Solé estime que le récit « est clair, bien écrit, très instructif, d'une construction parfaite... et parfaitement impersonnel ». Il regrette en effet l'absence d'un style d'écriture capable de « faire naître une véritable émotion », regret partagé par  Éléonore Sulser, qui trouve que « même les scènes de sexe sont d’une froideur à toute épreuve ». L'avis d'Hervé Bertho est encore plus négatif: selon lui, « l'affaire est bâclée », le dilemme de l'héroïne est peu crédible, et « l'on n'apprend rien que de déjà connu ».